# The Complete Paris Concerts
 The Complete Paris Concerts is een album uit 1961 van de jazzsaxofonist John Coltrane. Het album is op 18 november 1961 opgenomen in de Parijse concertzaal Olympia.

## Tracklist
CD1:
1. "Blue Train" — 12:40
2. "I Want To Talk About You" — 6:45
3. "Impressions" — 10:41
4. "My Favorite Things" — 22:21

CD2:
1. "I Want To Talk About You" — 9:27
2. "Blue Train" — 12:40
3. "My Favorite Things" — 25:11

## Personeel
- John Coltrane — tenorsaxofoon, sopraansaxofoon
- Eric Dolphy — fluit, altsaxofoon, basklarinet
- McCoy Tyner — piano
- Reggie Workman — contrabas
- Elvin Jones — drums